# 西日本鉄道土井自動車営業所

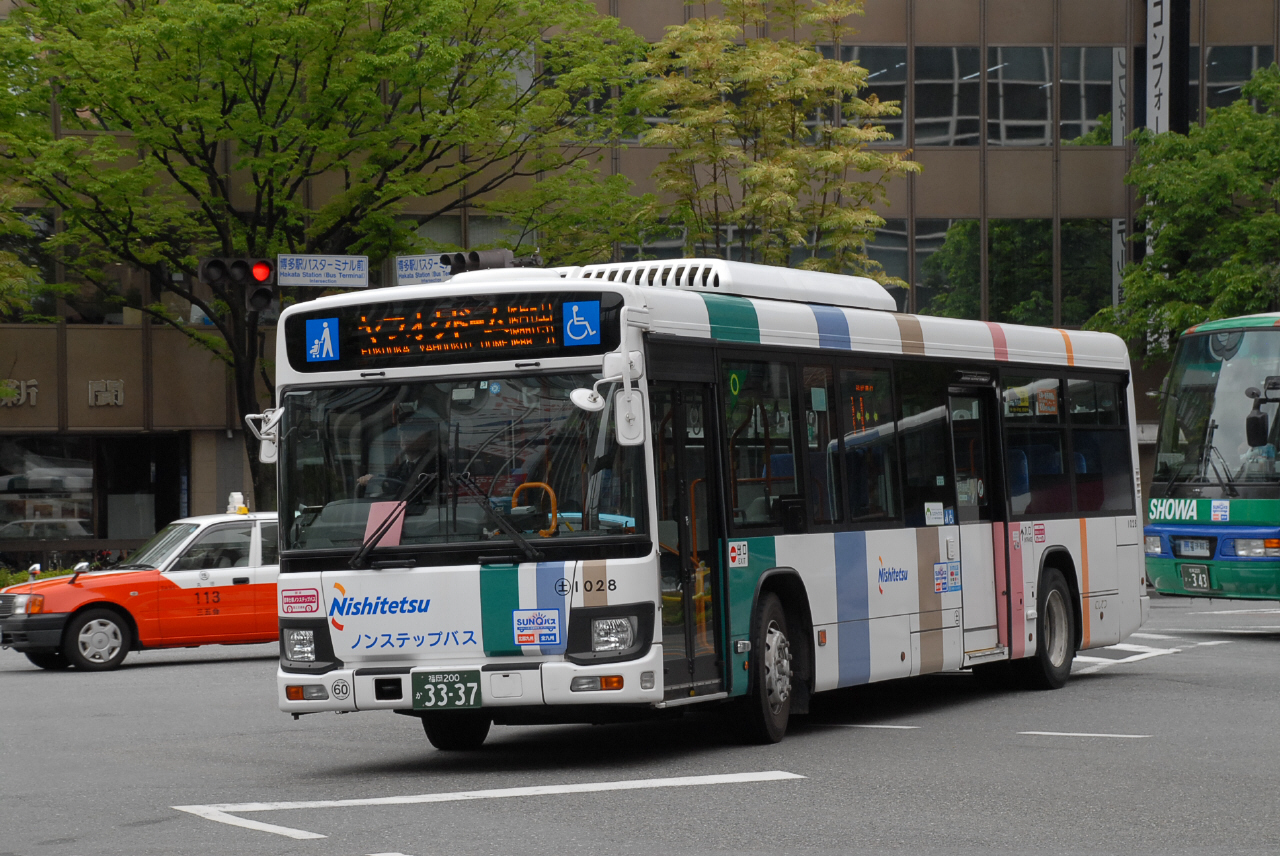
所属車両

土井自動車営業所（どいじどうしゃえいぎょうしょ）は、西日本鉄道のバス営業所の一つで、主に福岡市都心部と東区東部の香椎・土井・みどりが丘地区を結ぶ路線を担当する。営業所表記は○土。管轄下に現地出退勤の篠栗車庫が存在する。

## 所在地
- 土井営業所
  - 福岡県福岡市東区多々良1丁目53番1号
    - 最寄バス停：土井営業所・土井営業所（千鳥すし前）
- 土井営業所篠栗車庫
  - 糟屋郡篠栗町大字篠栗庄田3942-1
    - 最寄りバス停留所：日の浦口

## 沿革
- 1971年（昭和46年）3月17日 - 新設。
- 2020年（令和2年）10月1日 -篠栗線(31番、310番)､大川線(74番)が 西鉄バス筑豊から移管された。[1]

## 管轄路線
- 2025年3月15日現在の路線（太字は終点・始発停留所）

### 新八田線
土井、八田、舞松原、若宮地区から千早駅、名島、箱崎浜地区もしくは松崎地区、都市高速・松島ランプを経由し天神地区を結ぶ路線。2025年3月からは平日、土曜日は箱崎ふ頭地区を経由して天神を結ぶ路線となっている。また支線でアイランドシティ地区を結ぶ路線もある。
- ■■■ 4
  - 土井営業所 - 八田団地 - 若宮田 - 千早駅 - 西鉄名島駅 - 貝塚 - 石堂大橋 - 蔵本 - 天神 - 法務局前 - 大濠公園 - 九州医療センター - 福岡タワー（TNC放送会館）
- ■■■ 4-1
  - 土井営業所 - 八田団地 - 若宮田 - 千早駅 - 西鉄名島駅 - ふ頭中央 - 石堂大橋 - 蔵本 - 天神 - 法務局前 - 大濠公園 - 九州医療センター - 福岡タワー（TNC放送会館）
  - （3番から連続運行）→千早駅→西鉄名島駅→ふ頭中央→石堂大橋→蔵本→天神
  - 土井営業所←八田団地←若宮田←千早駅←西鉄名島駅←ふ頭中央←石堂大橋←蔵本←天神←（24Cから連続運行）
- ■ 4-3（天神→千早駅間）
  - （24Cから連続運行）→天神→石堂大橋→ふ頭中央→西鉄名島駅→千早駅→火の見下→松崎→流通センター→土井営業所（朝のみ）

2025年3月15日のダイヤ改正により4系統は石城町経由から石堂大橋経由にルート変更。4-1箱崎ふ頭経由が新設され、4-1天神方面は網屋立筋から、土井営業所方面は高須磨団地から行先番号4に変更する。また平日ダイヤは4-1が主に運行される。4-3も石堂大橋、箱崎ふ頭経由へルート変更され千早駅から行先番号3にて流通センター方面へ運行する。千早駅発着の天神、福岡タワー（TNC放送会館）行きは廃止。
- ■ 3
  - 土井営業所 - 流通センター - 松崎 - 火の見下 - 千早駅→（4-1へと連続運行）

2025年3月15日のダイヤ改正により平日夕方の土井営業所発の千早駅行きは千早駅終点となる（1便のみ同ルートで土井営業所へ折り返す）。土曜日の2便は千早駅から行先番号4-1へ変更し天神方面へ運行する。
- ■■ 2
  - 土井営業所 - 八田団地 - 若宮田 - 千早駅 - 香椎浜一丁目 - 香椎浜南公園前 - イオンモール香椎浜 - アイランドシティ中央公園前 - 香椎照葉五丁目

2025年3月15日のダイヤ改正により香椎浜車庫発着を廃止し香椎照葉五丁目発着へ変更され、海岸通り経由から香椎浜南公園前経由にルート変更。
- ■■ 24C
  - 土井営業所→八田団地→若宮田→松島五丁目→（松島RP→都市高速→天神北RP）→天神→蔵本→（呉服町RP→都市高速→松島RP）→松島五丁目→若宮田→八田団地→土井営業所
  - 土井営業所→八田団地→若宮田→松島五丁目→（松島RP→都市高速→天神北RP）→天神→（4-1・4-3・72Cへと連続運行）

早朝便のみ土井営業所発から24Cで天神郵便局前まで運行し天神郵便局前から別のルートで土井営業所へ運行する。
- ■■ 22N
  - 土井営業所←八田団地←若宮田←香椎参道←福岡運輸支局前←城浜団地←名島運動公園前←（名島RP←都市高速←呉服町RP）←蔵本←天神

2025年3月15日のダイヤ改正により22Nの土井営業所→大濠公園行きは廃止。大濠公園→土井営業所は免許維持路線として土曜1便のみ運行され福岡運輸支局前経由のみとなる。22T土井営業所→天神→土井営業所方面行きは廃止。
- ■■ 72C
  - 土井営業所 - 西鉄多々良 - 流通センター - 多の津 - 松島五丁目 - （松島RP - 都市高速 - 呉服町RP） - 天神

同じ行先番号の土井団地・みどりが丘団地-天神間を結ぶ路線は多々良・八田線となり、土井営業所発着は新八田線に属する。朝は24Cにて土井営業所を出発し数便が天神から、この路線を運行する。夜は土井営業所発で天神まで運行し、那の津駐車場待機後、24C土井営業所で運行する。

### 香椎参道線
トリアス久山、土井団地、みどりヶ丘団地、青葉台、香椎台地区からイオンモール香椎浜、都市高速・香椎浜ランプ経由、もしくは国道3号線、名島、箱崎浜、千鳥橋を経由して天神地区を結ぶ路線。2025年3月15日のダイヤ改正で、みどりケ丘線（27系統）と青葉台線（28系統）の統合により、香椎参道線に路線名が変更となる。
- ■■ 27

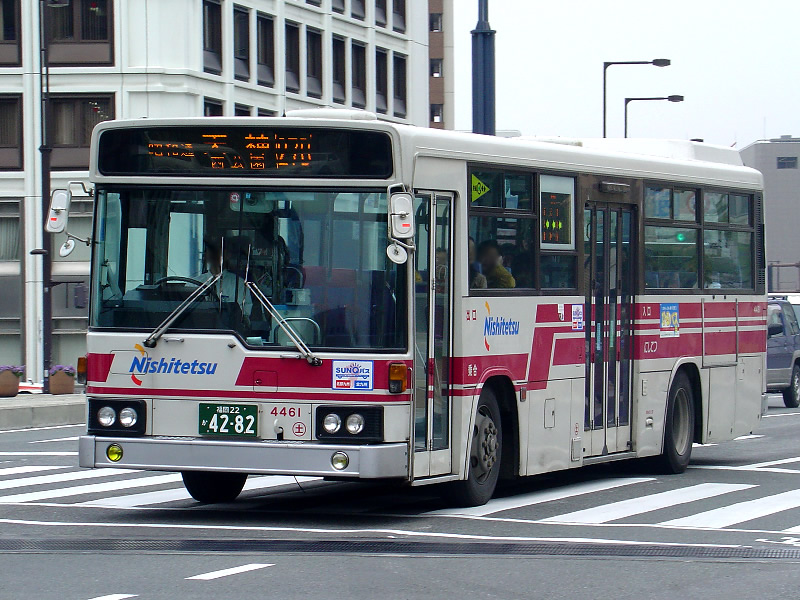
27B

  - みどりが丘団地入口 - 青葉四丁目 - 香椎東小学校前 - 香椎参道 - 名島 - 箱崎浜 - 千鳥橋 - 蔵本 - 天神 - 法務局前 - 大濠公園

2025年3月15日のダイヤ改正により青葉小学校経由から青葉四丁目、香椎台経由へルート変更となる。
- ■ 27N
  - みどりが丘団地入口→青葉四丁目→香椎東小学校前→香椎参道→福岡運輸支局前→城浜団地→（名島RP→都市高速→呉服町RP）→蔵本→天神→法務局前→大濠公園

2025年3月15日のダイヤ改正で天神方面のみ平日の朝4便が運行され、みどりヶ丘方面は廃止となる。天神方面は御幸公園前から22Nへ行先番号が変更される。
- ■■ 27B
  - みどりが丘団地入口 - 青葉小学校前 - 香椎参道 - イオンモール香椎浜 - （香椎浜RP - 都市高速 - 呉服町RP） - 蔵本 - 天神 - 法務局前 - 大濠公園[2]
- ■■ 270
  - トリアス久山 - 名子 - みどりが丘公園前 - 青葉小学校前 - 香椎参道 - イオンモール香椎浜 - （香椎浜RP - 都市高速 - 呉服町RP） - 蔵本 - 天神 - 法務局前 - 大濠公園

2025年3月15日のダイヤ改正によりトリアス久山発着は27Bから270へ行先番号が変更となり、みどりヶ丘団地入口（停留所乗り入れ）は通過となる。
- ■■ 28
  - 土井団地 - 青葉台入口 - 香椎宮前 - 香椎参道 - 名島 - 箱崎浜 - 千鳥橋 - 蔵本 - 天神 - 法務局前 - 大濠公園
- ■■ 28B
  - 土井団地 - 青葉台入口 - 香椎宮前 - 香椎参道 - イオンモール香椎浜 - （香椎浜RP - 都市高速 - 呉服町RP） - 蔵本 - 天神 - 法務局前 - 大濠公園

2025年3月15日のダイヤ改正により国道3号線経由の28が新設。それに伴い28Bのダイヤが減便される。

### 篠栗線
篠栗、粕屋町地区から吉塚経由で天神地区を結ぶ路線で篠栗車庫が担当。
- ■■ 31
  - 二瀬川→城戸→山手→山王→日の浦口 - 篠栗（篠栗駅） - 門松（門松駅） - 長者原（長者原駅） - 原町（原町駅） - 扇橋 - 二又瀬 - 吉塚駅東口 - 妙見 - 千代町 - 呉服町 - 中洲 - 天神
  - 粕屋町役場 - 長者原 - 原町 - 扇橋 - 二又瀬 - 吉塚駅東口 - 妙見 - 千代町 - 呉服町 - 中洲 - 天神

天神 - 篠栗地区を妙見、二又瀬、原町経由で結ぶ路線。二瀬川→日の浦口間は篠栗町からの補助金による運行となり、本数も平日朝の1本のみとなった。
この路線は西鉄飯塚営業所（現・西鉄バス筑豊）篠栗車庫と西鉄今川営業所が共同で運行していた（表記は○篠、○今）。1990年代に西鉄中央営業所篠栗車庫として開設し移管される（表記は○央）。1995年頃に中央営業所が閉所となり西鉄土井営業所篠栗車庫として開設し移管（表記は○土）。1999年に西鉄バス二日市篠栗支社を開設し移管される（表記は○二）。2005年に再び西鉄バス筑豊篠栗支社を開設し移管されてきた（表記は○篠）。2021年再び土井営業所篠栗車庫として開設し運行している（表記は○土）。
- ■ 310
  - 日の浦口 - 篠栗 - 門松 - 長者原 - 物流センター入口 - （粕屋RP - 都市高速 -呉服町RP） - 蔵本 - 中洲 - 天神

天神 - 篠栗地区を都市高速経由で結ぶ路線。
循環ルートだった日の浦口→（粕屋RP→都市高速→天神北RP）→天神地区→昭和通→ （呉服町RP→都市高速→粕屋RP）→日の浦口は2022年のダイヤ改正で廃止される。

### 多々良・八田線
トリアス、みどりヶ丘、名子、土井団地、多々良地区から流通センター、箱崎、吉塚を経由し天神地区を結ぶ路線と、月見町、巴町地区から吉塚経由で天神地区を結ぶ路線である。
- ■■ 71
  - 月見町 - 巴町 - 県庁前 - 呉服町 - 川端町・博多座前 - 天神 - 赤坂門 - 大濠公園

大濠公園から明治通・天神・巴町経由で貝塚駅の裏側にある月見町を結ぶ路線。
- ■■ 72C
  - みどりが丘団地入口→原土井病院→土井団地 - 八田 - 多々良 - 松島五丁目 - （松島RP - 都市高速 - 呉服町RP） - 蔵本 - 天神
  - みどりが丘団地入口←原土井病院←土井団地 - 土井営業所 - 西鉄多々良 - 流通センター - 松島五丁目 - （松島RP - 都市高速 - 呉服町RP） - 蔵本 - 天神

土井営業所発着は新八田線に属する。
- ■■ 77
  - みどりが丘団地入口 - 名子 - 土井団地 - 八田 - 多々良 - 多の津 - 箱崎駅西口 - 巴町 - 県庁前 - 呉服町 - 東中洲 - 天神 - 赤坂門 - 大濠公園
  - トリアス久山 - 名子 - 土井団地 - 八田 - 多々良 - 多の津 - 箱崎駅西口 - 巴町 - 県庁前 - 呉服町 - 東中洲 - 天神 - 赤坂門 - 大濠公園
- ■■ 78
  - みどりが丘団地入口 - 原土井病院 - 土井団地 - 八田 - 多々良 - 流通センター公園前 - 箱崎駅西口 - 巴町 - 県庁前 - 呉服町 - 東中洲 - 天神 - 赤坂門 - 大濠公園
  - みどりが丘団地入口→名子→土井団地→八田→多々良→流通センター公園前→箱崎駅西口→巴町→県庁前→呉服町→東中洲→天神→赤坂門→大濠公園
- ■■ 79
  - みどりが丘団地入口 - 原土井病院 - 土井団地 - 八田 - 多々良 - 流通センター公園前 - 箱崎駅西口 - 東区役所(箱崎浜) - 呉服町 - 東中洲 - 天神 - 赤坂門 - 大濠公園
  - 上り（大濠公園方面）は蓮池からは71で運行。
  - 下り（みどりが丘団地入口方面）は、箱崎駅西口→みどりが丘団地入口間では78で運行。

77、78、79は福岡タワー南口発着の路線もあったが、2021年のダイヤ改正で大濠公園発着に統一される。77は2019年のダイヤ改正でトリアス久山発着を追加した。

### 土井団地〜博多駅線
流通センター地区 - 博多バスターミナルを結ぶ路線。元々は土井団地、八田、多々良地区から博多駅地区を結ぶ路線だった。
- ■■ 73
  - 土井団地→八田小学校→多々良→流通センター公園前 - 松島一丁目 - 二又瀬 - 博多バスターミナル
  - 土井営業所←八田団地←多々良←流通センター公園前←松島一丁目←二又瀬←博多バスターミナル

2025年現在は流通センターと博多駅を結ぶ路線になっている。土曜日のみ土井団地発の博多駅行きと、博多駅バスターミナル発の土井営業所行きが1便のみ運行している（免許維持のため）。長年みどりヶ丘発着の路線もあったが2019年のダイヤ改正で土井団地発着へ統一された後、2024年のダイヤ改正で流通センター発着へ短縮された。

### 大川線
天神 - 青洲会病院、上脇田間を妙見、吉塚駅前経由で結ぶ路線。
- ■■ 74
  - 天神地区 - 川端町・博多座前 - 呉服町 - 千代町 - 妙見 - 吉塚駅前 - 吉塚営業所 - 巴町 - 箱崎一丁目 - 箱崎駅西口 - 原田 - 津屋本町 - 青洲会病院
  - 天神地区 - 川端町・博多座前 - 呉服町 - 千代町 - 妙見 - 吉塚駅前 - 吉塚営業所 - 巴町 - 箱崎一丁目 - 箱崎駅西口 - 原田 - 津屋本町 - （→坪見→） - 毛田池公園 - 上脇田

この路線は2007年に西鉄バス筑豊篠栗支社（後に篠栗車庫）に路線が委託され（詳細は西鉄バス筑豊篠栗車庫に記載）、土井営業所の一部車両も移管していた。2020年西鉄バス筑豊篠栗車庫を廃止し、土井営業所篠栗車庫の新設により再び大川線が土井（営）管轄となる。

### アイランド海の中道線
- ■■ 臨時
  - サンシャインプール（海ノ中道海浜公園） - マリンワールド海の中道 - 都市高速 - 蔵本 - 天神　※全停留所記載

海の中道サンシャインプール開催期間中運行。

## 廃止路線

### 香椎線
- □27
  - 土井営業所 - 八田団地/八田小学校前 - 若宮田 - 香椎参道 - 西鉄香椎 - 下原 - 和白営業所

当初は西鉄香椎、下原、和白営業所発着路線だったが、数年で西鉄香椎発着に変更された。主に香椎地区への支線として運行されていたが晩年は朝夕のみや松崎線、八田線の送り込み路線となった。1995年のダイヤ改正により行先番号27がみどりヶ丘線となり廃止。平日の早朝のみ流通センター線の送り込みとして無番で土井営業所→八田小学校→西鉄香椎として路線維持されていた。

### 土井団地～香椎線
- □28
  - 土井団地 - 八田踏切 - 香椎宮前 - 香椎参道 - 西鉄香椎

土井団地から香椎地区への支線として運行されていた。1995年のダイヤ改正で28B青葉線の変更と共に天神、西公園（現・大濠公園）発着へ延伸した形で西鉄香椎発着は廃止となった。

### 松崎線
1990年代に浜田発着へ短縮されたが数年後に流通センター線に引き継がれる形で廃止となった。
- ■□ 70
  - 西公園 - 天神 - 千代町 - 妙見 - 箱崎駅 - 浜田 - 松崎 - 火の見下 - 中学校前 - 水谷 - 西鉄香椎
  - 天神 - 千代町 - 妙見 - 箱崎駅 - 浜田 - 松崎 - 火の見下 - 舞松原 - 八田小学校 - 土井営業所
- ■□ 70C
  - 西公園 - 天神 - 蔵本 - 都市高速 - 浜田 - 松崎 - 火の見下 - 中学校前 - 水谷 - 西鉄香椎

### 八田線
- ■□ 71
  - 西公園 - 天神 - 千代町 - 県庁 -　吉塚駅 - 箱崎駅 - 浜田 - 西鉄多々良 - 土井営業所 - 八田小学校／八田団地 - 西鉄香椎
  - 天神 - 蔵本 - 千鳥橋 - 東区役所前 - 箱崎駅 - 浜田 - 西鉄多々良 - 土井営業所 - 八田小学校／八田団地 - 西鉄香椎

土井営業所構内に入り運転手交代する便もあった。
- ■□ 71C
  - 西公園 - 天神 - 蔵本 - 都市高速 - 浜田 - 土井営業所 - 八田団地 - 西鉄香椎

### 多々良・八田線
- ■■ 72

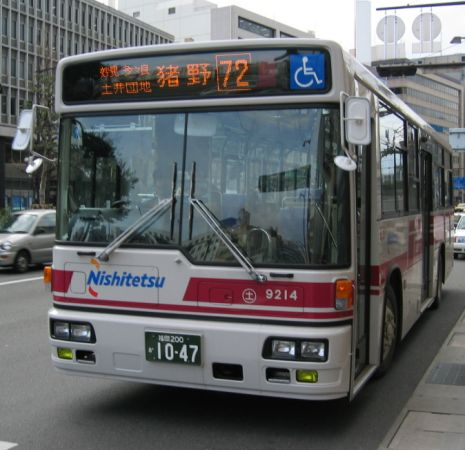
24番と同様に約40年近く運行していた72番

  - 大濠公園 - 荒戸一丁目 - 大手門三丁目 - 法務局前 - 舞鶴一丁目 - 天神 - 中洲 - 蔵本 - 呉服町 - 千代町 - 妙見 - 巴町 - 箱崎駅西口 - 原田 - 浜田 - 多の津/流通センター公園前 - 多々良/西鉄多々良 - 土井営業所 - 八田踏切 - 土井団地/国鉄土井駅前 - 光葉台前 - 名子 - 片山橋 - 古賀橋トリアス前 - 上山田 - 山田郵便局前 - 猪野

1980年代は渡辺通一丁目サンセルコ前終点の路線もあった。都市高速経由が開設されるまでは快速として多の津から国道3号線を通る路線もあった。
- ■■ 75

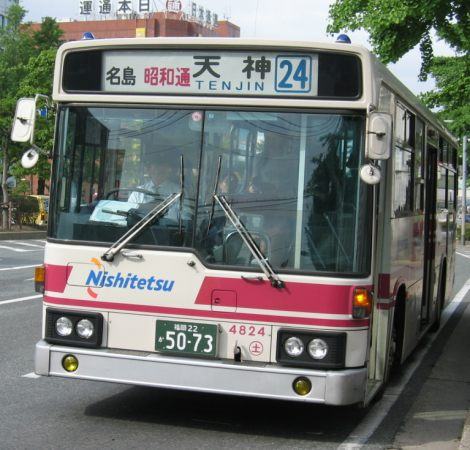
約40年近く運行されていた24番

  - 天神 - 中洲 - 蔵本 - 呉服町 - 千代町 - 県庁九大病院前 - 巴町 - 箱崎駅西口 - 原田 - 浜田 - 卸会館前 - 流通センター公園前 - 多々良 - 土井営業所 - 八田踏切 - 土井団地 - 青葉五丁目 - みどりヶ丘一丁目 - みどりヶ丘中央公園前 - みどりヶ丘団地入口
- ■■ 76
  - 天神 - 中洲 - 蔵本 - 呉服町 - 石堂大橋 - 千鳥橋 - 馬出三丁目 - 箱崎浜・東区役所 - 箱崎駅西口 - 原田 - 浜田 - 卸会館前 - 流通センター公園前 - 多々良 - 土井営業所 - 八田踏切 - 土井団地 - 青葉五丁目 - みどりヶ丘一丁目 - みどりヶ丘中央公園前 - みどりヶ丘団地入口
- ■直行
  - 土井団地→八田踏切→八田→多々良→松崎→松島五丁目→（松島）都市高速（天神北）→天神→（72Cと直通）
- 無番
  - 土井営業所 - 八田踏切 - 土井団地 - みどりヶ丘団地

土井営業所、土井団地、みどりヶ丘への送り込み路線として数本運行されていた。

### 土井営業所〜博多駅線
- ■□ 73C

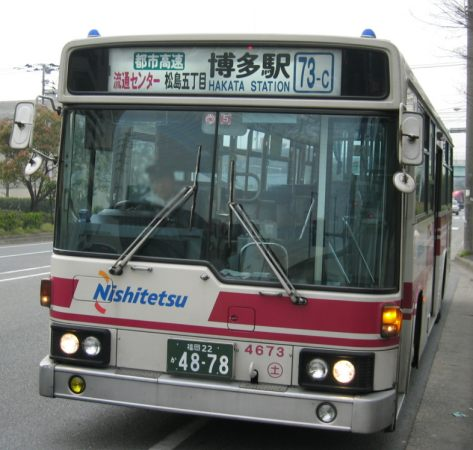
短期間で廃止になった73-C番

  - 博多駅 - 祇園町 - 呉服町 - 都市高速 - 流通センター - 東卸団地 - 西鉄多々良 - 土井営業所
- ■□ 73
  - 天神 - 博多駅 - 二又瀬 - 松田 - 浜田 - 流通センター - 東卸団地 - 多々良 - 八田小学校 - 土井団地

1990年代に天神発着もあったが数年で廃止。基本は土井団地と博多駅を結ぶ路線だった。

### 大川線
- ○74
  - 西公園- 天神 - 蔵本 - 妙見 - 原田 - 津屋本町 - 坪見 - 上脇田 - 猪野

1980年代まで猪野発着路線があった。
- ■■ 74C
  - 天神 - 蔵本 - (都市高速) - 松島五丁目 - 津屋本町 - 坪見 - 上脇田

西鉄バス筑豊篠栗支社時代の2010年のダイヤ改正で都市高速経由を廃止。
- □無番
  - 土井営業所→八田踏切→土井団地→光葉台前→名子→片山橋→古賀橋トリアス前→深井→上脇田

土曜日や日曜日に路線維持と上脇田への送り込みとして早朝1便のみ運行されていた。大川線が西鉄バス筑豊篠栗支社へ移管されて廃止となった。

### 新八田線
- ■■■ 4
  - （4番:現行路線 土井営業所 - 千鳥橋） - 石城町 - （4番:現行路線 蔵本 - 福岡タワー（TNC放送会館））
- ■ 4-3（天神→千早駅間）
  - （4-3:現行路線 天神→蔵本） →石城町→（4-3:現行路線 千鳥橋→網屋立筋）→貝塚→（3番:現行路線 高須磨団地→土井営業所）

2025年3月15日のダイヤ改正により4番は石城町経由から石堂大橋経由に、4-3も石堂大橋、箱崎ふ頭経由へルート変更され千早駅から行先番号3にて流通センター方面へ運行する。
- ■ 快速 4→77（快速区間　箱崎浜→土居町）
  - 土井営業所→八田団地→千早駅→西鉄名島駅→箱崎浜→築港口→石城町→土居町→川端町・博多座前→天神→赤坂門→大濠公園→九州医療センター→福岡タワー（TNC放送会館）
  - 土居町→福岡タワー間は77で運行。
- ■□ 240
  - 土井営業所 - 八田団地 - 舞松原 - 若宮入口 - 火の見下 - 松島五丁目 - 都市高速（松島 - 呉服町） - 呉服町 - 祇園町 - 博多駅

- ■□■ 24
  - 卸会館前 - 流通センター公園前 - 東卸団地 - 多々良小学校 - 土井営業所 - 八田 - 八田団地 - 舞松原 - 若宮田 - 水谷 - 香椎参道 - 御幸町 - 千早 - 名島 - 高須磨町 - 貝塚 - 箱崎松原 - 箱崎浜・東区役所 - 馬出三丁目 - 千鳥橋 - 石堂大橋 - 蔵本 - 中洲 - 天神 - 舞鶴一丁目 - 大手門三丁目 - 西公園 - 地行 - 国立医療センター - 福岡タワー南口（TNC放送会館前）

土井営業所設立から、八田団地、香椎参道、国道3号線を通って天神、西公園(現・大濠公園)を結ぶ路線として運行していた。1995年のダイヤ改正で西公園発着を廃止し、福岡タワー南口発着へ延伸され、朝夕は流通センター卸会館前発着となる。流通センター、土井営業所始発は香椎参道まで方向幕を□24天神(福岡タワー)を表示し、御幸町から■24福岡タワー南口と2段階で表示していた。2004年のダイヤ改正で福岡タワー南口発着を廃止し天神発着へ短縮、JR・西鉄千早駅を経由する4系統の普及により2010年に廃止となった。
- ■■ 2
  - （3番:現行路線 土井営業所 - 香椎浜一丁目） - 香椎浜海岸通 - イオンモール香椎浜 - 香椎浜車庫（2020年から2025年まで）
  - （2番:現行路線 土井営業所 - 千早駅） - 香椎参道 - 香椎浜車庫（2010年から2020年まで）
- ■■ 22N
  - （22N:現行路線 土井営業所←千早六丁目） - イオンモール香椎浜 - 香椎浜海岸通 - （22N:現行路線 城浜団地←天神）←（22Tからの連続運行）
  - （22N:現行路線 土井営業所←千早六丁目） - イオンモール香椎浜 - 香椎浜海岸通 - （22N:現行路線 城浜団地←天神） - 法務局前 - 大濠公園
  - 土井営業所→八田団地→若宮田→香椎参道→運輸支局→城浜団地→名島運動公園前→（名島RP→都市高速→呉服町RP）→蔵本→天神 - 法務局前 - 大濠公園
- ■ 22T
  - 土井営業所→八田団地→若宮田→香椎参道→香椎浜海岸通→城浜団地→名島運動公園前→（名島RP→都市高速→天神北RP）→（22Nへと連続運行）

### 西鉄香椎〜流通センター線
- □ 3
  - （3番:現行路線 土井営業所 - 千早駅前） - 名香野 - 御幸町 - 香椎 - 西鉄香椎

この路線は新八田線に組み込まれた。西鉄千早駅が開業されてから香椎参道経由から御幸町経由へ変更された。

### みどりヶ丘線
- ■■ 27
  - みどりが丘団地入口 - 青葉小学校 - （27番:現行路線 香椎台一丁目 - 大濠公園）

2025年3月15日のダイヤ改正により青葉四丁目、香椎台経由へルート変更となる。
- ■ 27N
  - みどりが丘団地入口←青葉四丁目←香椎東小学校前←香椎参道←福岡運輸支局前←城浜団地←（名島RP←都市高速←呉服町RP）←蔵本←天神←法務局前←大濠公園

2025年3月15日のダイヤ改正でみどりヶ丘方面は廃止となる。
- ■■ 27B
  - 篠栗駅 - 猪野 - 古賀橋 - （27B:現行路線 みどりが丘団地入口 - 大濠公園）

2019年3月まで篠栗駅まで運行していた。4月からトリアス久山発着に短縮され、下山田-猪野-篠栗駅までの路線は、久山町コミュニティバス「イコバス」に引き継がれている。

### 青葉台線
- ■直行
  - 土井団地→八田踏切→青葉二丁目→不動ヶ浦→神宮駅前→勅使道→香椎参道→御幸町→香椎浜営業所→留学生会館前→（香椎浜）都市高速（天神北）→天神→（28Bと直通）

### 香椎浜〜タワー線
- ■■■ 4-1

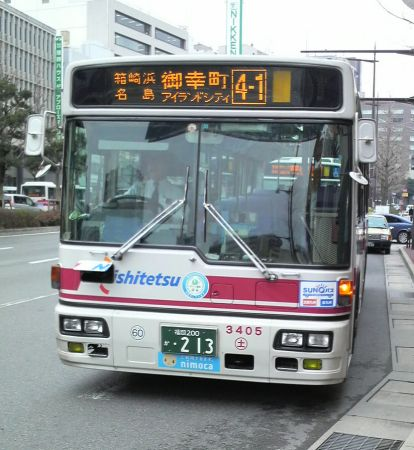
香椎浜営業所と共同で運行されていた4-1番

  - 照葉小中学校前 - アイランドシティ中央公園前 - 香椎浜営業所 - 御幸町 - 千早 - 名島 - 高須磨町 - 貝塚 - 箱崎松原 - 箱崎浜・東区役所 - 馬出三丁目 - 千鳥橋 - 石堂大橋 - 蔵本 - 中洲 - 天神 - 舞鶴一丁目 - 法務局前 - 大手門三丁目 - 荒戸一丁目 - 大濠公園 - 唐人町 - 地行 - 国立医療センター - 医師会館前 - 福岡タワー南口TNC放送会館
- ■ 4-1快速（快速区間　箱崎浜→蔵本）
  - 照葉小中学校前→アイランドシティ中央公園前→香椎浜営業所→御幸町→千早→名島→高須磨町→貝塚→箱崎松原→箱崎浜・東区役所→蔵本→中洲→天神→舞鶴一丁目→法務局前→大手門三丁目→荒戸一丁目→大濠公園→唐人町→地行→国立医療センター→医師会館前→福岡タワー南口TNC放送会館

### 松島（ゆめ）堅田橋線（臨時）
- 無番
  - 土井営業所 - 西鉄多々良 - 流通センター公園前 - 卸会館前 - 浜田 - 松島一丁目 - 原田 - 箱崎駅西口 - 箱崎浜・東区役所 - 馬出三丁目 - 千代五丁目 - 千鳥橋 - 千代町 - 妙見 - 吉塚駅東口 - 堅田橋

### 流通センター〜貝塚駅線
- 無番
  - 流通センター公園前 - 卸会館前 - 多の津 - 松島五丁目 - 貝塚駅

### 貝塚駅〜天神線
- ■□ 23
  - 貝塚駅 ― 箱崎松原 - 箱崎浜・東区役所 - 馬出三丁目 - 千鳥橋 - 石堂大橋 - 蔵本 - 中洲 - 天神

### 呑山観音臨時

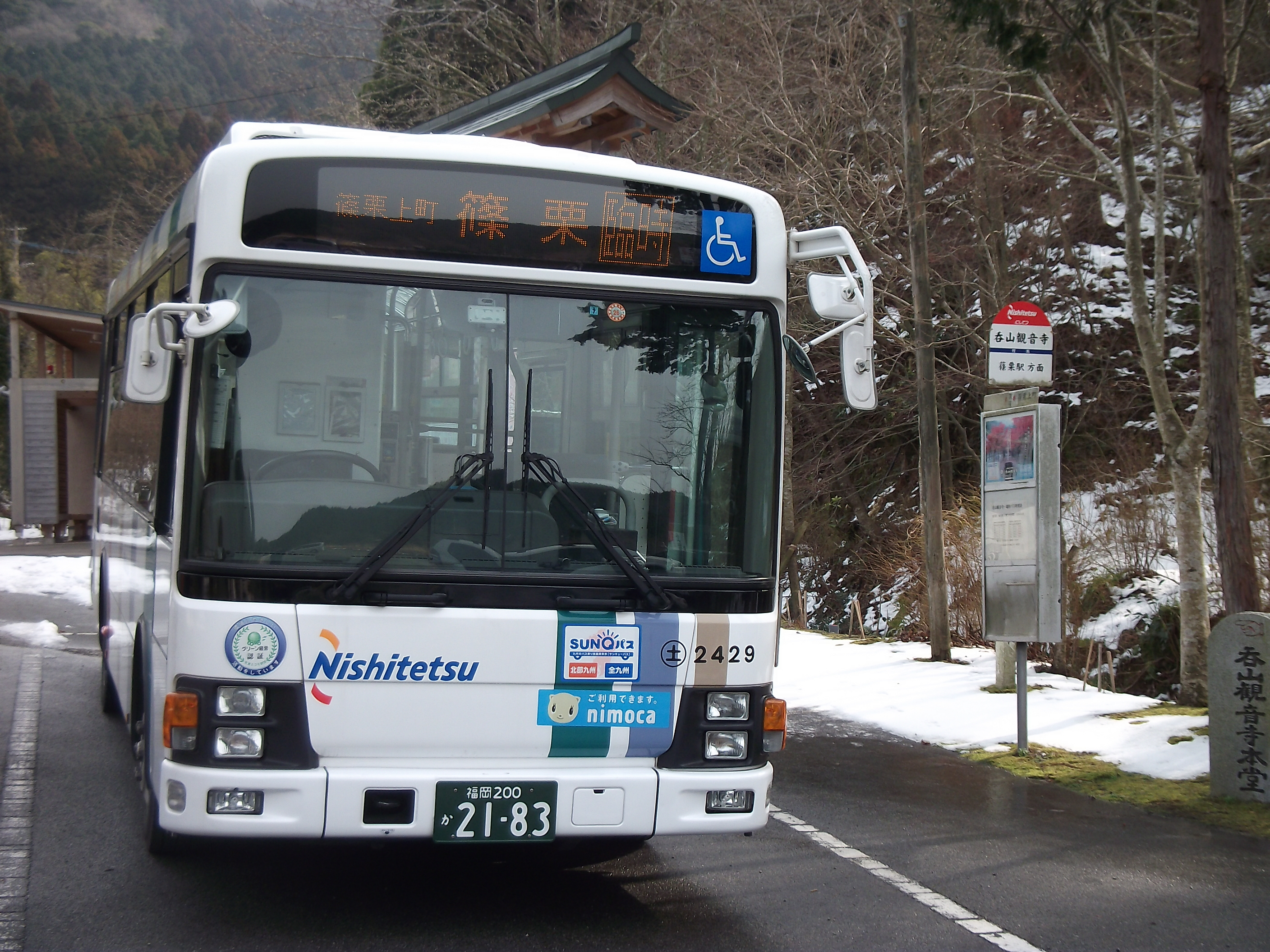
呑山観音寺で待機する篠栗行き（2014年2月）

- 臨時
  - 篠栗 - 篠栗上町 - 呑山観音寺

2020年9月20日の運行をもって終了した。

### 篠栗線
篠栗車庫が担当。
- ■■ 31
  - （31番:現行路線 日の浦口 - 天神） - 法務局前  - 大濠公園
  - （31番:現行路線 粕屋町役場 - 天神） - 法務局前 - 大濠公園

- ■ 310
  - （310番:現行路線 日の浦口 - 天神） - 法務局前 - 大濠公園
  - 日の浦口→篠栗→門松→長者原→物流センター入口→（粕屋RP→都市高速→天神北RP）→天神→中洲→蔵本→（呉服町RP→都市高速→粕屋RP）→物流センター入口→長者原→門松→篠栗→日の浦口

循環ルートだった日の浦口→天神→日の浦口は2022年のダイヤ改正で廃止される。

## 車両
- 路線車
  - 大型車は日産ディーゼル、いすゞ、日野、三菱ふそうの配置。2023年4月現在の配置数は日産ディーゼル46台(UA19台、RA27台)いすゞエルガ8台、現行エルガ5台、日野ブルーリボンⅡ4台（ワンステップ2台、ノンステップ2台）、三菱ふそうエアロスター15台（ワンステップ7台、ノンステップ8台　AT車）となっている

2020年3月にはいすゞエルガの10.5m車を導入し、みどりヶ丘線で使用している。
- - 中型車は何世代にもわたって配属されており2020年3月までは2870〜2872がいたがにいすゞエルガの10.5m車へと置き換え、全車両アイランドシティ自動車営業所舞の里車庫に転属し、大型車に統一した。

- 貸切車
  - スクールバスとして竹下、桧原からやってきたPKG-RA、KL-UAが在籍している。

過去にはいすゞガーラHD(QTG-RU)が配置されていた。（現在は転出済）